# Braunau (folyó)
A Braunau egy folyó Németországban, Felső-Bajorország (Oberbayern) területén. Az Ebersbergi körzet területén ered, Bergangerhez közel. Ezután dél-keleti irányba folyik Biberen, Söhlön és Schönaun át, majd a Rosenheimi körzet Tutenhausen községnél ömlik a Glonn folyóba.